# Nokia Lumia 710

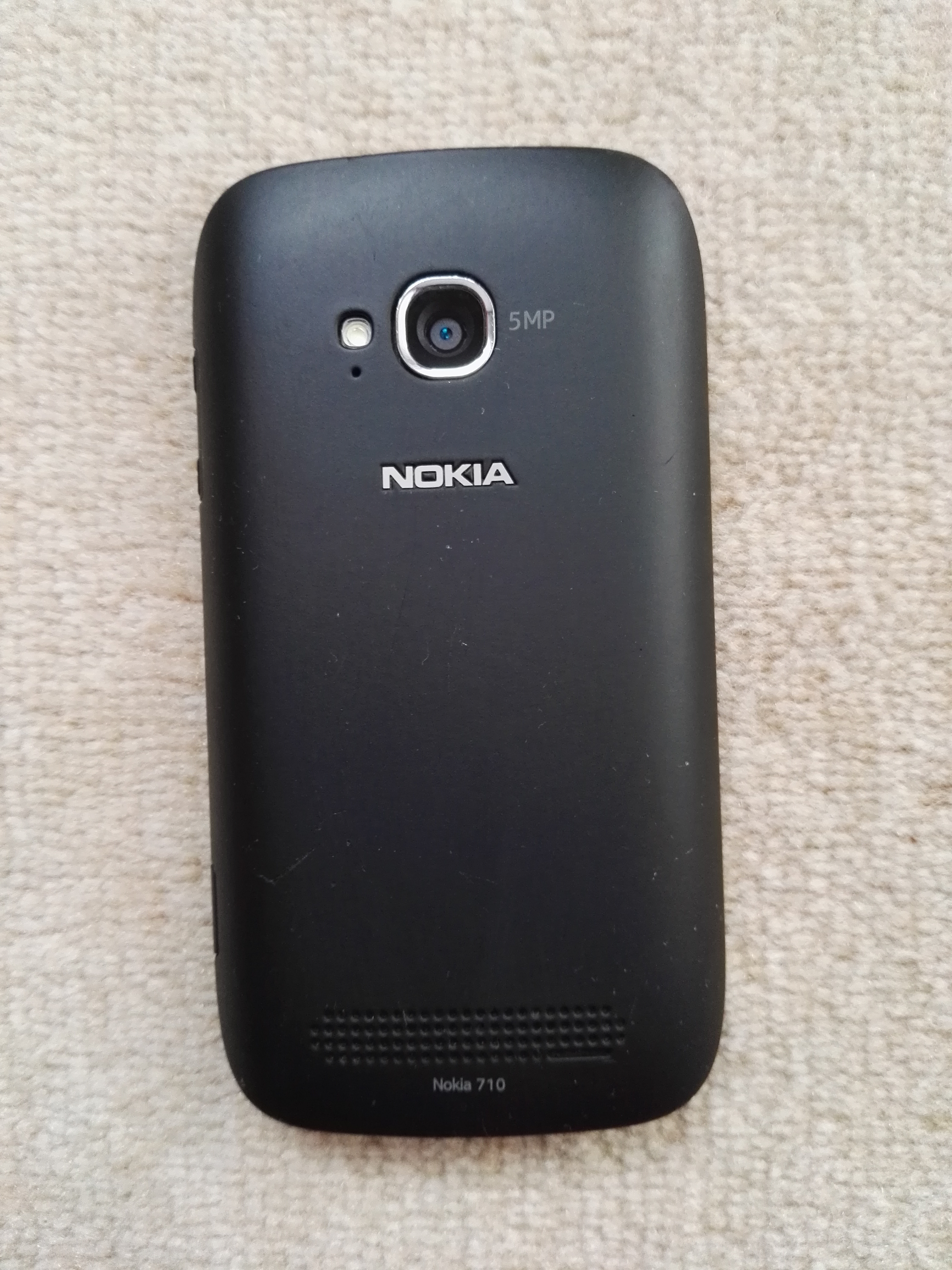
Retro del Nokia Lumia 710

Il Nokia Lumia 710 è uno smartphone prodotto da Nokia in partnership con Microsoft.
È stato presentato in anteprima mondiale dal CEO di Nokia Stephen Elop, il 26 ottobre 2011 al Nokia World 2011. Lo schermo di questo dispositivo è di 3,7" antiriflesso, 480x800. Il touch è un Gorilla Glass 2, mentre il display ha una tecnologia sviluppata da Nokia, chiamata Clearblack, in cui i neri dello schermo IPS risultano essere molto profondi (livelli simili a quelli di un amoled) senza intaccarne luminosità e colori. Il suo sistema operativo è Windows Phone 7.8, sistema operativo sviluppato da Microsoft sulla base di Windows CE, di tipo chiuso, in quanto non poteva essere modificato facilmente e personalizzato in modo profondo. Processore ARMv7 single-core da 1,4 GHz. La sua fotocamera è di 5 MPX con flash led ed autofocus. La memoria è di 8GB, non espandibile, la RAM è da 512 MB. Si aggiungono sensori di prossimità, accelerometro ed un'antenna GPS. Supporta micro SIM. 
Rappresenta la prima generazione degli smartphone distribuiti con Windows Phone a bordo.
A livello estetico si presenta con una scocca unibody, curvo posteriormente. Presenta una cover posteriore rimovibile ed intercambiabile in vari colori (bianco, nero, celeste, rosa, giallo) ed una parte frontale di colore bianco o nero dove, sulla parte inferiore, sono posizionati i tre tasti fisici back, home, search, caratteristici della gamma Windows Phone. 
In Italia è uscito il 3 gennaio 2012.
Il supporto di questo smartphone è cessato nel 2014, dove gli aggiornamenti si sono fermati alla versione 7.8, con una progressiva dismissione delle app di terze parti.